# Якшино (Торопецкий район)
Якшино — деревня в Торопецком районе Тверской области. Входит в состав Подгородненского сельского поселения.

## История
В 1757 (по другим данным в 1758) году в деревне Якшино была построена каменная церковь Благовещения Пресвятой Богородицы. В настоящее время находится в разрушенном состоянии.

## География
Деревня расположена в 14 километрах к северо-западу от районного центра, города Торопец. Ближайшими населённым пунктом является деревня Полежнево.
Климат
Деревня, как и весь район, относится к умеренному поясу северного полушария и находится в области переходного климата от океанического к материковому. Лето с температурным режимом +15…+20 °С (днём +20…+25 °С), зима умеренно-морозная −10…−15 °С; при вторжении арктических воздушных масс до −30…-40 °С.
Часовой пояс
Деревня Якшино, как и вся Тверская область, находится в часовой зоне МСК (московское время). Смещение применяемого времени относительно UTC составляет +3:00.

## Население
| 2010 |
| ---- |
| 0    |

Население по переписи 2002 года — 1 человек.
Национальный состав
Согласно результатам переписи 2002 года, в национальной структуре населения русские составляли 100 % от жителей.